# Пасо-дель-Сапо
Пасо-дель-Сапо (исп. Paso del Sapo) — посёлок в департаменте Лангиньео провинции Чубут (Аргентина), расположен на берегу Чубут (река).

## Население
Население составляет 472 человека, что на 23% больше, чем в 2001 году (384 человека). В посёлке проживают 238 мужчин и 234 женщины. Всего в Пасо-дель-Сапо 193 дома.